# Lotus Esprit
De Lotus Esprit is een sportwagenmodel, gebouwd door Lotus Cars in Hethel Norfolk tussen 1976 en 2004. De auto werd ontworpen door Giorgetto Giugiaro en voor het eerst gepresenteerd als prototype op de autosalon van Turijn in 1972.

## S1 (1976)
De Esprit is als S1 geïntroduceerd op de Motorshow van Parijs en is in juni 1976 in productie gegaan als opvolger van de Lotus Europa. Hij is opgebouwd uit een met glasvezel versterkte kunststof koets over een kokerchassis. De auto bevatte een doorontwikkeling van de eigen ontwikkelde tweeliter viercilindermotor, met een versnellingsbak overgenomen van Citroën. Wielen op de S1 zijn geleverd door Wolfrace.

## S2, S2.2 (1978)
In 1978 is de Series 2 gelanceerd, een doorontwikkeling van de S1. Kenmerken waren extra luchtinlaten achter de zijramen voor verbeterde koeling in de motorruimte, door Lotus speciaal ontworpen wielen, geïntegreerde voorspoiler en andere achterlichten, nu van de Rover SD1. De S2 werd in 1980 opgevolgd door de S2.2 nu met 2174cc en een gegalvaniseerd chassis die tot 1982 in productie bleef. Het vermogen bleef ongewijzigd maar het koppel werd verhoogd van 190 Nm to 217 Nm. 

## S3, Turbo (1980)
De turbo debuteerde in 1980 als special  met een Garrett turbo, in de kleuren van de toenmalige sponsor Essex petroleum. Naast de turbo verscheen in 1981 de S3 als opvolger van de S2.2. De turbo en S3 werden nu uitgevoerd met nieuwe bumpers, wielen, zij inlaten en een nieuw interieur. 

## X180 (1987)
In 1987 werd de X180 gelanceerd met een compleet nieuw exterieur getekend door Peter Stevens. 
Naast de 172pk ongeblazen motor is er 1993 een gelimiteerde oplage gebouwd onder de naam Sport300 met 300pk.

## S4 (1993)
Vanaf 1993 werd op basis van de X180 de S4 uitgebracht met exterieur update door Julian Thompson. Naast de viercilinder in de S4 en S4s werd in 1996 de V8 uitgebracht. Een 3.5 liter motor bijgestaan door twee Garrett T25 turbos zonder intercooler. Het blok was oorspronkelijk ontworpen voor meer vermogen maar door het koppel limiet van de versnellingsbak is uiteindelijk de motor er gekomen met 350pk en 400Nm koppel.  
De productie van de Esprit eindigde in februari 2004

## Productieaantallen
| Type number | Model                 | Jaren     | Productie   |
| ----------- | --------------------- | --------- | ----------- |
| 79          | S1                    | 1975-1978 | 718         |
| 79          | S2                    | 1978-1981 | 1061        |
| 79          | S2.2                  | 1980-1981 | 88          |
| 82          | NA and HC             | 1980-1987 | 3155        |
| 82          | Turbo                 | 1981-1987 | 2909        |
| 85          | S3                    | 1981-1987 | 732         |
| 85          | Esprit (zonder turbo) | 1988-1992 | 366         |
| 85          | Turbo SE              | 1987-1998 | 1546        |
| 85          | Turbo S4              | 1992-1996 | 625         |
| 85          | Sport 300             | 1992-1995 | 64          |
| 85          | Turbo S4s             | 1996-1999 | 368         |
| 85          | GT3                   | 1996-1999 | 196         |
| 85          | V8                    | 1994-2004 | 1231        |
| 85          | V8 GT                 | 1997-2001 | 204         |
| 85          | Sport 350             | 1999-2001 | 42          |
| 105         | X180-R                | 1990      | 2 (circuit) |
| 105         | X180-R                | 1990      | 20 (straat) |
| 106         | X180-R1               | 1991      | 3           |
| 114         | GT1                   | 1995      | 3           |

## Ontwerpers

### Giorgetto Giugiaro
- Esprit – 1976–78
- Esprit S2 – 1978–81
- Esprit JPS (John Player Special) – 1978–79
- Esprit JPS ("JPS Mario Andretti Edition") - 1979
- Esprit S2.2 – 1980–81
- Esprit Essex – 1980
- Esprit S3 – 1981–86
- Turbo Esprit – 1981–86
- Esprit S3 HC – 1986–87
- Turbo Esprit HC – 1986–87
- Turbo Esprit HCi (Bosch Fuel Injected) – 1986–87

### Peter Stevens
- Esprit – 1987–90
- Esprit Turbo – 1987–90
- Esprit SE – 1989–91
- Esprit S – 1991
- Lotus Esprit X180R - 1991-92
- Esprit SE HighWing – 1992–93

### Julian Thomson
- Esprit S4 – 1993–96
- Esprit Sport 300 – 1993
- Esprit S4s –  1995–96
- Esprit V8 – 1996–98
- Esprit GT3 – 1996–99
- Esprit V8 GT – 1998–2001
- Esprit V8 SE – 1998–2001
- Esprit Sport 350 – 1999

### Russell Carr
- Esprit V8 – 2002–2004

## Motorsport
- Doc Bundy won de titel in het IMSA Bridgestone Supercar Kampioenschap van 1992 met de Esprit X180R. De Esprit werd gebruikt door Thorkild Thyrring en won in zijn klasse in het British GT Championship van 1993 en 1994, en ook door Richard Piper, Peter Hardman en Olindo Iacobelli in de 24 uur van Le Mans (1993) en 24 uur van Le Mans (1994).
- Brad Jones won de Australian Super Production Car Series van 1994 met een Esprit.